# اداویچامباکور
اداویچامباکور (به انگلیسی: Adavichambakur) در هند است که در کارناتاکا واقع شده‌است.